# Eerste Kamerverkiezingen 2023/Kandidatenlijst/50PLUS
De kandidatenlijst voor de Eerste Kamerverkiezingen van 2023 van de lijst 50PLUS (lijstnummer 11) is na controle door de Kiesraad als volgt vastgesteld:
1. Martin van Rooijen
2. Ellen Verkoelen
3. Erik Jan Meijboom
4. Robert Gielisse
5. Johan Hessing
6. Presley Bergen
7. Henk van Tilborg
8. Jan Fonhof
9. Hans Bongers
10. Karel Scheps
11. Willem Dekker
12. Hein Meijer
13. Marinus Kasteleijn
14. Klaas Wilting

FVD · VVD · CDA · GroenLinks · D66 · PvdA · PVV · SP · ChristenUnie · Partij voor de Dieren · 50PLUS · SGP · OPNL · JA21 · BBB · Volt